# Comuna de Czerwonak
Czerwonak (polaco: Gmina Czerwonak) é uma gminy (comuna) na Polónia, na voivodia de Grande Polónia e no condado de Poznański. A sede do condado é a cidade de Czerwonak.
De acordo com os censos de 2004, a comuna tem 22 999 habitantes, com uma densidade 279,7 hab/km².

## Área
Estende-se por uma área de 82,24 km², incluindo:
- área agricola: 44%
- área florestal: 40%

## Demografia
Dados de 2005:
|                      | Total   | Total | Mulheres | Mulheres | Homens  | Homens |
| -------------------- | ------- | ----- | -------- | -------- | ------- | ------ |
|                      | pessoas | %     | pessoas  | %        | pessoas | %      |
| População            | 22 512  | 100   | 11 728   | 51       | 11 271  | 49     |
| Densidade (pop./km²) | 279,7   | 100   | 142,6    | 142,6    | 137,1   | 137,1  |

De acordo com dados de 2002, o rendimento médio per capita ascendia a 1421,75 zł.

## Subdivisões
- Annowo, Bolechowo, Bolechówko, Czerwonak, Dębogóra, Koziegłowy, Mielno, Miękowo,

Owińska, Potasze, Promnice, Szlachęcin, Trzaskowo.

## Comunas vizinhas
- Murowana Goślina, Pobiedziska, Poznań, Suchy Las, Swarzędz